# Craterestra florinda
Craterestra florinda là một loài bướm đêm trong họ Noctuidae.